# Mario Aravena
Pour les articles homonymes, voir Aravena.
Mario Aravena, né le 31 janvier 1985 à Coquimbo (Chili), est un footballeur chilien évoluant au poste de milieu de terrain à l'Unión Española.